# 名山古建築群
名山古建築群位於重慶市酆都縣名山鎮東北2公里，含天子殿、二仙樓、玉皇殿、寥陽殿、奈河橋，文物遺址年代為明代、清代，2009年12月15日列為第二批重慶市文物保護單位。